# Viktorija Mirčeva
Viktorija Mirčeva (in ucraino Вікторія Мірчева?; Berdjans'k, 17 gennaio 1987) è una cestista ucraina con cittadinanza bulgara.

## Carriera
Con l'Ucraina ha disputato due edizioni dei Campionati europei (2013, 2015).